# 원혁재
원혁재(1995년 1월 29일 ~ )는 전 KBO 리그 한화 이글스의 외야수이다.

## 한국 프로야구 시절

### 한화 이글스시절
2017년에 입단하였다.

## 한국 실업야구 시절

### 천안 메티스시절
2020년에 입단하였다.

## 한국 프로야구 복귀

### 한화 이글스복귀
2022년에 재입단하였다. 2022년 5월 7일 KIA 타이거즈와의 경기에 출전하며 데뷔 첫 경기를 치렀고, 경기에서 4타수 1안타를 기록했다. 2023년 10월에 방출됐다.

## 출신 학교
- 서울이수초등학교 (서초구리틀)
- 이수중학교
- 장충고등학교
- 홍익대학교